# Близнаци (зодия)
Вижте пояснителната страница за други значения на Близнаци.
Близнаци е третият от дванадесетте зодиакални знака в астрологията. Обхваща периода от 21 май до 21 юни. Планетата управител на тази зодия според астролозите е Меркурий.
Близнаци е въздушен знак. Спада към пролетните зодии заедно с Овен и Телец.